# Hibernofilia

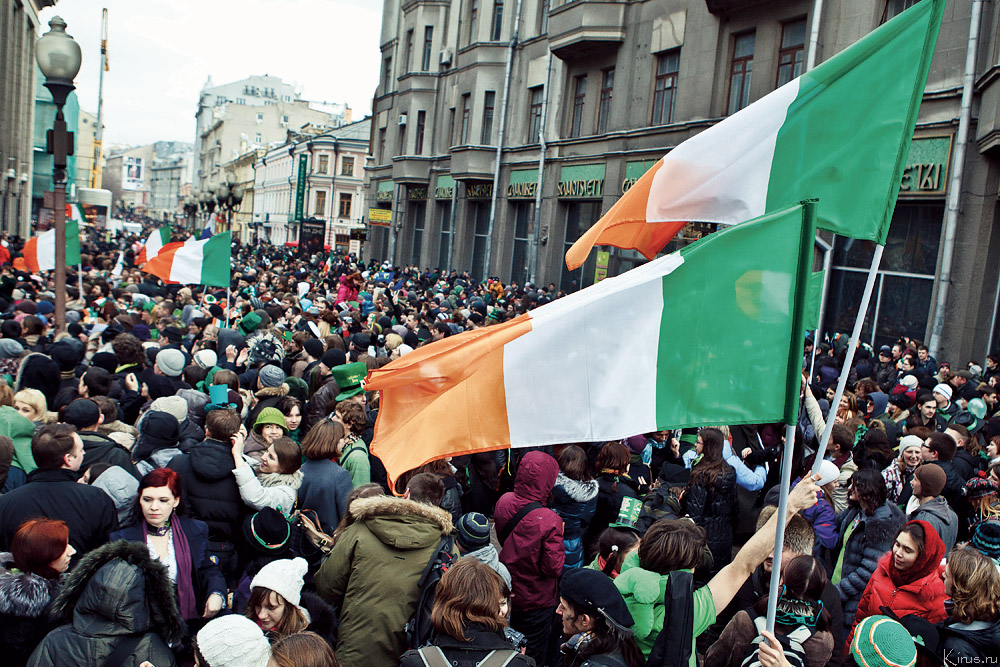
Moscú acoge cada año el festival del Día de San Patricio.

La hibernofilia (del latín Hibernia, "Irlanda", y del griego antiguo φίλος - philos, "amigo") es una admiración por el pueblo irlandés o su cultura. Su antónimo es la hibernofobia. La palabra tiene su origen en «Hibernia», el término utilizado por los antiguos romanos para referirse a Irlanda.
El término se utiliza a menudo para referirse a personas de todo el mundo (en Estados Unidos, especialmente en zonas donde se establecieron muchos emigrantes tras la diáspora irlandesa) que basan sus prácticas comerciales, políticas o sociales en el gusto o la admiración por los modelos irlandeses. En algunos casos, la hibernofilia puede llegar a representar la preferencia de un individuo por la cultura irlandesa frente a la propia, la creencia de que la cultura irlandesa es superior, o la exaltación de la historia irlandesa.

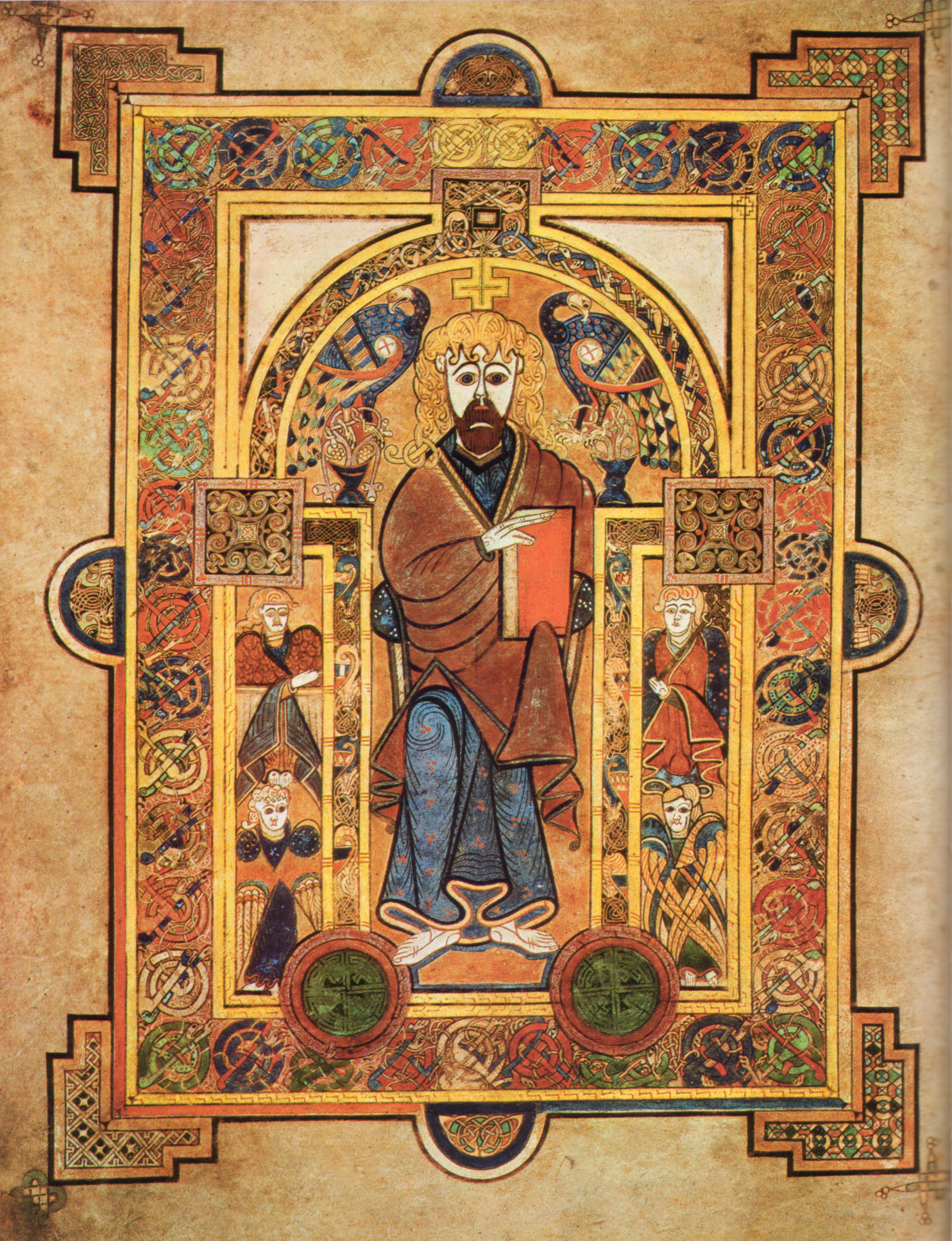
Icono de Cristo entronizado del Libro de Kells.

A pesar del tamaño relativamente pequeño de la isla, Irlanda ha sido tradicionalmente una importante fuente de producción cultural, que históricamente ha tenido una gran gran influencia sobre otros países vecinos de Gran Bretaña, como Escocia, Gales, Inglaterra y la Isla de Man, especialmente en cuanto a la religión, educación, arte, música y literatura. Estos países, a su vez, también han influido históricamente en Irlanda. Además, la enorme diáspora irlandesa es una enorme fuente de hibernofilia en el mundo moderno, que impulsa la exitosa industria turística de Irlanda. La diáspora irlandesa ha llevado la cultura irlandesa por todo el mundo y es en gran medida responsable de la mayor parte de la hibernofilia (e incluso de la hibernomanía) actual.
Las principales corrientes de la cultura irlandesa que atraen a los hibernófilos incluyen el idioma irlandés, varios tipos de música tradicional irlandesa, como las gaitas irlandesas y el arpa celta, la historia y la heráldica de los clanes irlandeses, el cristianismo celta tradicional, el arte insular, los estudios celtas y la danza irlandesa, que alcanzó relevancia mundial tras el éxito de Riverdance. La tradición literaria irlandesa es particularmente extensa; no sólo debido a la literatura irlandesa moderna compuesta en inglés, sino también a la literatura irlandesa temprana escrita en latín, una de las literaturas vernáculas escritas más antiguas de Europa occidental. El deporte en Irlanda cuenta con una amplia base de seguidores, especialmente aquellos interesados en los juegos gaélicos, únicos en Irlanda.
Los hibernófilos suelen disfrutar asistiendo a los desfiles del día de San Patricio que se realizan en todo el mundo. Por el contrario, aquellos que tienden a reflejar aspectos superficiales y estereotipados de la cultura irlandesa, como los leprechaun y los shillelaghs, la cerveza verde y los bombines de plástico en ocasiones pueden ser llamados Plastic Paddy; un término peyorativo en Irlanda, que se aplica a una persona que se apropia de aspectos estereotipados de la cultura irlandesa sin una comprensión profunda de la misma.

## Hibernófilos famosos
- El rey Jorge V, que sirvió como oficial naval en Cork.
- Michiko, emperatriz consorte de Japón, amante de la poesía irlandesa y con conocimientos del idioma irlandés.[5]
- Mako Komuro, ex princesa de Japón, que estudió en el extranjero en Dublín.
- Waclaw Dobrzynski, militar y diplomático ruso-polaco.[6]
- Hilaire Belloc, escritor e historiador franco-inglés de principios del siglo XX.[7]
- Michel Déon, escritor francés.
- Henry Cowell, compositor estadounidense.
- El conde francés Charles Forbes René de Montalembert [8]
- El autor estadounidense Robert E. Howard, creador de Conan el Bárbaro y padre del género de espada y brujería.[9]
- El autor estadounidense Frank Herbert, conocido por la novela Dune de 1965.[10]
- El autor CS Lewis, creador de Las crónicas de Narnia y de muchos textos de temática cristiana; nació en Belfast y se identifica como irlandés.[11]
- La actriz estadounidense Olivia Wilde.